# Comuna Dąbrowa
Comuna Dąbrowa este o comună (în poloneză: gmina) rurală în powiat Mogilno, voievodatul Cuiavia și Pomerania, Polonia.
Comuna acoperă o suprafață de 110,51 km² și are, potrivit datelor din anul 2006, o populație de 4.711.